# Списък на автори на книги-игри
Списък на автори на книги-игри издавани на български език.

### Автори
- Ал Торо (Александър Торофиев) – Котаракът и Черният Нарцис; Зомбокалипсис; Котарака и Абаносовият дракон; Българ: Междузвезден унищожител; Рандеву; Колекционера
- Аштън Сайлър – Марс 2112
- Бранимир Събев – Кладенецът
- Ваян Дечков (Деян Вачков) – Приключения в Балара: Керус, Мините на Алдара 1 – 3, New Noir Investigations 1 – 3, Изумрудената планина, Мостът на Лагран, Бягство от Плаград, Пътешествие в съня, Елегия от сълзи, Лък и стрела, Вятър в сенките
- Върджил Дриймънд (Елена Павлова) – Градска вещица; Ринглас и боговете близнаци
- Вилиан Стефанов - Мистерията Царичина
- Георги Караджов – Калоян и златния печат
- Даниела Борисова – Коледни недоразумения
- Димитър Петров – Тервел – родения да побеждава; Ивайло – добрия цар
- Джон Евънс – Чиракът на Алхимика
- Дейвид Уолтърс – Ден на дисонанс
- Деян Рангелов – Финалът; Борбата за елита
- Емануел Керо – Съновидение
- Ерик Берт – Герои
- Закари Каранго – Червен свят
- Ивайло Даскалов (Рони Мейдей) – Мутирала плът; Пътят на сватлината
- Илона Айнволт – Влюбена в Париж; Щури свалки, як купон; Целувки в час по всичко
- Иън Ливингстън – Кръвта на зомбитата
- Йо Йо Вец (-) – Изкуплението
- Кирил Иванов – Редника от трета рота; Мелинда: първи пламъци
- Красимира Стоева – Седемте живота на Мая; Хотелът; Онази зимна нощ
- Колийн Ливингстън – Мъдростта на царя; Самсон; Ной
- Майкъл Майндкрайм – Отново заедно
- М. Л. Торнс – Люлката
- М. М. Донев – Западен Здрач
- Мирослав Петров – Мис Ефект
- Н. Келдън – Зарево на Кордоба
- Неделчо Богданов – Българ; Българ: Лабиринтът на времето; Българ: Междузвезден унищожител; Дон Мон
- Недялко Петров – Карибски вълни; Карибски вълни: Съкровището на Вълчицата
- Никола Райков (Робърт Никсън) – Невероятните приключения на Дядо Мраз/Коледа; Голямото приключение на малкото таласъмче; Още по-голямото приключение на малкото таласъмче; Добросъците
- Николай Николов – Снарг Намръщения и камите на дракона; Петия принц
- Паул Щрут – Жертвоприношението
- Пер Йорнер – Ловци на кости
- Питър Вейл – Зарево на Кордоба; Поробената принцеса
- Пламен Иванов – Отмъщението
- Радослав Апостолов – Убежището; Сезон на тайни
- Рей Гард (-) – Генезис; Катарзис
- Робърт Блонд (Богдан Русев) – Българ; Българ: Лабиринтът на времето;
- Роман Островерхов – Тихото училище
- Ромен Бодри – Сред обръч от пясък и вода
- Светослав Георгиев (Лейдрин Суийвър) – Битката преди Коледа; Хуаранг и Кумихо;
- Слави Ганев – Вълча дупка
- Спасимир Игнатов – Да намериш Дракон
- Стефан Стефанов – Зъби; Зъби: Палатът на чудесата
- Травис С. Кейси – Денят на един орк
- Хелена С. Пейдж – Момиче влиза в бара
- Хосе Л. Л. Моралес – Не поглеждай назад; Паднали ангели
- Щефан Хаген – Приливи на хром
- Юлайзес Ай – Сгреши пътя, обърни!; Планетата на паяците
- Явор Ялъчков (Сикамор Брайт) – Падението на Мрак; Щурмберг; Прах и Сол; Запад[2]